# Carl Grünhut
Carl Samuel Grünhut, född den 3 augusti 1844 i Sankt Georgen, död den 1 oktober 1929 i Wien, var en österrikisk jurist.
Grünhut, som 1872 blev extra ordinarie och 1874 ordinarie juris professor i Wien, var specialist på handelsrättens område. Han utgav under ständig medverkan av medlemmar i juridiska fakulteten i Wien Zeitschrift für das Privat- und öffentliche Recht der Gegenwart (1873–1916). Bland Grünhuts arbeten förtjänar särskilt Wechselrecht (2 band, 1897) att omnämnas.